# Glossaire du cricket
Le cricket est un sport qui dispose d'un glossaire complexe : les termes techniques et expressions qu'on y emploie de manière spécifique sont nombreux.
- Haut – A
- B
- C
- D
- E
- F
- G
- H
- I
- J
- K
- L
- M
- N
- O
- P
- Q
- R
- S
- T
- U
- V
- W
- X
- Y
- Z
- 1
- 2
- 3
- 4
- 5
- 6
- 7
- 8
- 9

## A
All outse dit d'une manche qui se termine parce que dix des onze batteurs d'une équipe ont été éliminés ou incapables de battre pour cause de blessure ou de maladie.
All-rounderjoueur doué à la fois pour battre et lancer ou pour battre et pour le wicket-keeping.
Appealcri que lance un joueur à l'arbitre pour savoir si l'un des batteurs a été éliminé par la balle qui vient d'être lancée. Habituellement ce cri est « Howzat? » (« How was that? »),.
Arbitrevoir umpire.
The Ashessérie de test-matchs disputée en moyenne tous les deux ans par l'Angleterre et l'Australie.
- Haut – A
- B
- C
- D
- E
- F
- G
- H
- I
- J
- K
- L
- M
- N
- O
- P
- Q
- R
- S
- T
- U
- V
- W
- X
- Y
- Z
- 1
- 2
- 3
- 4
- 5
- 6
- 7
- 8
- 9

## B
Bailpetite pièce de bois qui surmonte les stumps sur le wicket.
Batteaccessoire de bois servant à frapper la balle.
Batteur, batsman ou frappeurjoueur qui frappe la balle avec une batte dans le but de marquer des runs. Dans une équipe, tous les joueurs sont susceptibles d'être batteurs au cours d'un match.
Batting orderordre de passage des batteurs dans une équipe.
Batting average ou moyenne à la battestatistique utilisée pour juger des performances d'un batteur lors d'une série de matchs ou au cours de sa carrière, obtenue en divisant le nombre total de runs qu'il a marqué (en carrière ou lors de la série de matchs) par le nombre de manches au cours desquelles il a été éliminé. Plus elle est élevée, meilleure elle est.
Bouncerun lancer court, qui rebondit haut donc près de la tête du batteur.
Bowledse dit d'un joueur éliminé parce que son wicket a été détruit ou touché par la balle du lanceur adverse.
Bowler ou lanceurjoueur qui lance la balle dans le but d'éliminer un batteur.
Bowling average ou moyenne au lancerstatistique utilisée pour juger des performances d'un lanceur lors d'une série de matchs, obtenue en divisant le nombre total de runs qu'il a concédé (en carrière ou lors de la série de matchs) par le nombre total de wickets qu'il a pris. Plus elle est faible, meilleure elle est.
- Haut – A
- B
- C
- D
- E
- F
- G
- H
- I
- J
- K
- L
- M
- N
- O
- P
- Q
- R
- S
- T
- U
- V
- W
- X
- Y
- Z
- 1
- 2
- 3
- 4
- 5
- 6
- 7
- 8
- 9

## C
Catch ou caughtle catch est élimination d'un batteur lorsque la balle est attrapée au vol par un joueur adverse sans avoir touché le sol après avoir touché la batte du batteur : on dit alors que le batteur est caught.
Century, hundred ou tonscore individuel supérieur à cent runs atteint par un batteur au cours d'une seule manche. On parle de double-century, triple-century ou encore quadruple-century pour des scores respectivement supérieurs à deux-cents, trois-cents ou quatre-cents.
Chinaman, left-arm unorthodox spinner ou slow left-arm chinamanlanceur gaucher qui délivre la balle en lui impulsant un mouvement de rotation en tournant le poignet. La balle va ainsi aller de gauche à droite. Le terme équivalent pour un droitier est leg spinner.
- Haut – A
- B
- C
- D
- E
- F
- G
- H
- I
- J
- K
- L
- M
- N
- O
- P
- Q
- R
- S
- T
- U
- V
- W
- X
- Y
- Z
- 1
- 2
- 3
- 4
- 5
- 6
- 7
- 8
- 9

## D
Declarationpour un capitaine, possibilité d'interrompre une manche avant l'élimination de dix de ses joueurs, principalement dans le but d'avoir suffisamment de temps pour éliminer l'équipe adverse.
Dismissal ou éliminationélimination d'un batteur.
Drawrésultat d'un match limité en temps dans lequel l'équipe à la batte en dernier n'a pas dépassé le total requis mais n'a pas non plus été éliminée. Cela équivaut à un match nul.
Duckscore individuel égal à zéro. On parle de « golden duck » lorsque le batteur est éliminé sur la première balle qu'il joue.
- Haut – A
- B
- C
- D
- E
- F
- G
- H
- I
- J
- K
- L
- M
- N
- O
- P
- Q
- R
- S
- T
- U
- V
- W
- X
- Y
- Z
- 1
- 2
- 3
- 4
- 5
- 6
- 7
- 8
- 9

## F
« Fab Four »expression qui désigne collectivement les quatre batteurs indiens Rahul Dravid, Sachin Tendulkar, Sourav Ganguly et V. V. S. Laxman.
Fast bowler ou pace bowlerlanceur dont la principale qualité est de lancer la balle à des vitesses élevées. Selon la vitesse à laquelle il est capable de lancer la balle, un pace bowler est classé fast bowler, fast-medium, medium-fast, medium, medium-slow, slow-medium, slow.
Fielder, chasseur ou joueur de champjoueur de l'équipe qui lance la balle, positionné sur le terrain dans le but d'attraper la balle.
Fiftyvoir half century.
Fourquatre runs marqués en un seul coup par un batteur, obtenus lorsque la balle sort des limites du terrain après avoir touché le sol.
- Haut – A
- B
- C
- D
- E
- F
- G
- H
- I
- J
- K
- L
- M
- N
- O
- P
- Q
- R
- S
- T
- U
- V
- W
- X
- Y
- Z
- 1
- 2
- 3
- 4
- 5
- 6
- 7
- 8
- 9

## G
Gardien de guichetvoir wicket-keeper
Guichet ou wicketensemble constitué de trois piquets de bois verticaux d'environ 70 cm de hauteur et de deux petits bâtons qui y reposent et situé à chaque extrémité du pitch
- Haut – A
- B
- C
- D
- E
- F
- G
- H
- I
- J
- K
- L
- M
- N
- O
- P
- Q
- R
- S
- T
- U
- V
- W
- X
- Y
- Z
- 1
- 2
- 3
- 4
- 5
- 6
- 7
- 8
- 9

## H
Half century ou fiftyscore individuel supérieur ou égal à cinquante atteint par un batteur au cours d'une manche.
Handled the ballse dit d'un batteur éliminé pour avoir touché la balle avec une main ne tenant plus la batte, sans l'approbation de l'équipe adverse.
Hit the ball twicese dit d'un batteur éliminé pour avoir touché volontairement deux fois la balle avec sa batte sur un même lancer.
Hat-trickperformance réussie par un lanceur qui élimine trois joueurs adverses sur trois de ses lancers consécutifs, pas nécessairement dans le même over.
Hit wicketse dit d'un batteur éliminé pour avoir touché le wicket devant lequel il se trouve avec son corps ou sa batte.
- Haut – A
- B
- C
- D
- E
- F
- G
- H
- I
- J
- K
- L
- M
- N
- O
- P
- Q
- R
- S
- T
- U
- V
- W
- X
- Y
- Z
- 1
- 2
- 3
- 4
- 5
- 6
- 7
- 8
- 9

## I
Innings, manche ou tour de battepériode de jeu durant laquelle une équipe essaye de marquer des courses et où l'autre essaye de l'en empêcher. Innings prend un « s » final même au singulier.

## L
Laws of Cricketles règles du cricket, codifiées par le Marylebone Cricket Club
Leg before wicketse dit d'un batteur éliminé pour avoir obstrué avec sa jambe ou une autre partie de son corps un lancer qui aurait touché le wicket.
Leg spinstyle de lancer dans lequel le lanceur, droitier, impulse un mouvement de rotation à la balle grâce à son poignet.
- Haut – A
- B
- C
- D
- E
- F
- G
- H
- I
- J
- K
- L
- M
- N
- O
- P
- Q
- R
- S
- T
- U
- V
- W
- X
- Y
- Z
- 1
- 2
- 3
- 4
- 5
- 6
- 7
- 8
- 9

## M
Middle-order batsmanUn batteur qui officie juste après les opening batsmen dans l'ordre de passage des batteurs, généralement à une place entre 3 et 6.

## N
Nelsonun score individuel ou collectif égal à 111
Not outse dit d'un batteur qui est sur le terrain et qui n'est pas encore éliminé, en particulier à la fin d'une manche

## O
Obstructing the fieldÉlimination d'un batteur qui a volontairement gêné l'un des fielders adverses.
Off spinUn style de lancer dans laquelle le lanceur impulse un mouvement de rotation à la balle en utilisant les doigts au moment où la balle est délivrée (on parle également de finger spin). La balle rebondit alors de l'intérieur vers l'extérieur. On réserve généralement le terme de off spinner aux lanceurs droitiers qui utilisent ce style. Pour les gauchers on parle de lanceurs orthodox.
Opening batsmanL'un des deux premiers batteurs d'une équipe sur le terrain.
OrthodoxUn lanceur gaucher qui impulse un mouvement de rotation à la balle en utilisant les doigts.
OverUne série de six lancers consécutifs d'un même lanceur. Par le passé, les overs consistaient parfois en quatre ou en huit lancers.

## P
PitchSurface sur laquelle le lanceur lance la balle, en direction du batteur.
PadÉquipement de protection qui couvre la jambe du batteur.
PartnershipNombre cumulé de course ajoutés au total de l'équipe par deux batteurs avant que l'un de ceux-ci ne soit éliminé.
- Haut – A
- B
- C
- D
- E
- F
- G
- H
- I
- J
- K
- L
- M
- N
- O
- P
- Q
- R
- S
- T
- U
- V
- W
- X
- Y
- Z
- 1
- 2
- 3
- 4
- 5
- 6
- 7
- 8
- 9

## R
Run ou courseUnité de base d'un score individuel ou collectif. Une course se marque, par exemple lorsque les deux batteurs échangent de position lorsque la balle est en jeu.
Run outse dit d'un batteur éliminé parce que l'un des wickets a été détruit par l'équipe adverse alors que les deux batteurs sur le terrain sont en train de courir pour marquer un run.
- Haut – A
- B
- C
- D
- E
- F
- G
- H
- I
- J
- K
- L
- M
- N
- O
- P
- Q
- R
- S
- T
- U
- V
- W
- X
- Y
- Z
- 1
- 2
- 3
- 4
- 5
- 6
- 7
- 8
- 9

## S
SixSix runs marqués en un seul coup par un batteur, obtenus en envoyant la balle en dehors des limites du terrain sans qu'elle n'ait touché le sol
Spin bowlingstyle de lancer dans lequel le lanceur essaie de tromper le batteur en impulsant de l'effet à la balle en utilisant soit les doigts soit le poignet
Stumpl'un des trois piquets qui constituent le wicket
Le off stump est situé du côté de la batte du batteur
Le middle stump est le piquet du milieu
Le leg stump est situé du côté de la jambe du batteur
StumpedSe dit d'un joueur éliminé par la destruction du wicket qu'il défend par le wicket-keeper alors qu'il a quitté sa zone sûre.

## U
Umpirearbitre d'un match de cricket. Il y en a deux simultanément sur le terrain.

## T
Tiele résultat d'un match à la fin duquel les scores des deux équipes sont égaux en termes de runs marqués. On dit que le match est tied. Ce résultat n'est survenu que deux fois en test cricket.
Timed outélimination d'un batteur qui a mis plus de trois minutes à arriver sur le terrain après l'élimination du dernier de ses coéquipiers éliminés.
Third Umpiretroisième arbitre présent dans les tribunes et responsable du visionnage du ralenti vidéo lorsque les deux arbitres présents sur le terrain ont un doute sur la décision à prendre. Principalement utilisé pour décider ou non de sortir un joueur Run Out ou Leg Before Wicket.
Tossle lancer d'une pièce de monnaie au début d'une partie : le capitaine qui gagne le toss choisit si son équipe démarre la partie à la batte ou au champ.

## W
Wicketvoir aussi guichet

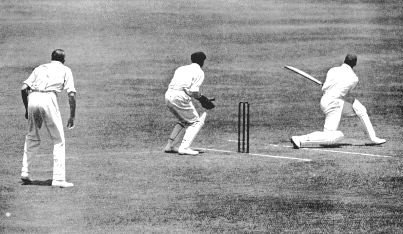
Le gardien de guichet, qui porte des gants, est positionné juste derrière le guichet.

1. ensemble constitué de trois piquets de bois verticaux d'environ 70 cm de hauteur et de deux petits bâtons qui y reposent et situé à chaque extrémité du pitch
2. élimination d'un batteur par un lanceur
3. surface située entre les deux ensembles de piquets de bois

Wicket-keeper ou Gardien de guichetjoueur de l'équipe à la balle positionné juste derrière le wicket du batteur qui fait face au lancer.
Wicket-keeper batsmanGardien de guichet doué également en tant que batteur.
« Ws »en référence aux deux bowlers pakistanais Wasim Akram et Waqar Younis.
- Haut – A
- B
- C
- D
- E
- F
- G
- H
- I
- J
- K
- L
- M
- N
- O
- P
- Q
- R
- S
- T
- U
- V
- W
- X
- Y
- Z
- 1
- 2
- 3
- 4
- 5
- 6
- 7
- 8
- 9

## 3
« 3Ws »expression qui désigne collectivement les trois batteurs barbadiens Sir Frank Worrell, Sir Everton Weekes et Sir Clyde Walcott.
- Haut – A
- B
- C
- D
- E
- F
- G
- H
- I
- J
- K
- L
- M
- N
- O
- P
- Q
- R
- S
- T
- U
- V
- W
- X
- Y
- Z
- 1
- 2
- 3
- 4
- 5
- 6
- 7
- 8
- 9